# Dunavska armija
Dunavska armija (njem. Donauarmee) je bila vojna formacija njemačke vojske u Prvom svjetskom ratu. Tijekom Prvog svjetskog rata djelovala je na Rumunjskom bojištu.

## Povijest
Dunavska armija formirana je 28. kolovoza 1916. nakon što je Rumunjska ušla u rat na strani Antante. Njezinim zapovjednikom je postao general pješaštva Robert Kosch, dotadašnji zapovjednik X. pričuvnog korpusa.
Nakon osnivanja Dunavska armija držala je položaje u Dobrudži. Njezin sastav bio je mješovit, te su je osim njemačkih činile bugarske i turske jedinice. Dunavska armija je nakon ulaska Rumunjske u rat u okviru Grupe armija Mackensen sudjelovala u upadu u Dobrudžu, prelasku Dunava, te osvajanju Bukurešta.
Dunavska armija je rasformirana 19. siječnja 1918. godine.

## Zapovjednici
Robert Kosch (28. kolovoza 1916. – 19. siječnja 1918.)

## Vojni raspored Dunavske armije u ožujku 1917.
Zapovjednik: general pješaštva Robert Kosch

- LII. korpus (genpj. Robert Kosch)
  - 1. divizija (Bugarska) (gen. Nedjalkov)
  - 6. divizija (Bugarska) (gen. Popov)

- VI. korpus (Osmansko Carstvo) (Mustafa Hilmi paša)
  - 15. divizija (Mustafa bej)
  - 25. divizija (Sukru Ali bey)
  - 26. divizija (Fahrettin bej)

## Vojni raspored Dunavske armije u srpnju 1917.
Zapovjednik: general pješaštva Robert Kosch

- LII. korpus (genpj. Robert Kosch)
  - 212. pješačka divizija (gen. Francke)
  - 115. pješačka divizija (gen. A. Kleist)
  - 76. pričuvna divizija (gen. Elstermann von Elster)
  - 6. divizija (Bugarska) (gen. Popov)

- VI. korpus (Osmansko Carstvo) (Mustafa Hilmi paša)
  - 15. divizija (Mustafa bej)
  - 25. divizija (Sukru Ali bej)

## Vanjske poveznice
(njem.) Dunavska armija na stranici Deutschland14-18.de  Arhivirana inačica izvorne stranice od 23. rujna 2015. (Wayback Machine)

(njem.) Dunavska armija na stranici Wiki-de.genealogy.net